# Peter Druschel
Peter Druschel (* 22. April 1959 in Bad Reichenhall) ist ein deutscher Informatiker und Gründungsdirektor des Max-Planck-Instituts für Softwaresysteme in Saarbrücken.

## Leben
Druschel studierte bis 1986 an der Fachhochschule München Elektrotechnik mit Schwerpunkt Datentechnik und schloss sein Studium als Diplom-Ingenieur ab. Er graduierte 1994 an der University of Arizona unter der Anleitung von Larry L. Peterson. Im selben Jahr wurde er Assistant Professor der Informatik an der Rice University. 2000 wurde er Associate Professor, 2002 folgte eine volle Professur. Im August 2005 nahm er am Saarbrücker Max-Planck-Institut für Softwaresysteme als Gründungsdirektor seine Arbeit in Deutschland auf.
In den Jahren 2000 und 2001 sammelte er während eines Forschungssemesters Erfahrungen in der SRC Gruppe der Laboratoire d’informatique de Paris 6 (LIP6) (Mai bis Juni 2000), bei der Cambridge Distributed Systems Gruppe der Microsoft Research Cambridge (August bis Dezember 2000), und der PDOS Gruppe des MIT Laboratory for Computer Science (Januar bis Juni 2001).
Er befasst sich mit verteilten Systemen wie Peer-to-Peer-Netzwerken und deren Sicherheit und mit Betriebssystemen. Mit Ant Rowstron entwickelte er die Pastry Technik bei Microsoft.
Im Jahr 2008 wurde Druschel zum Mitglied der Leopoldina gewählt. Im selben Jahr wurde er als ordentliches Mitglied in die Academia Europaea aufgenommen.

## Ehrungen
- 1995: NSF Career Award
- 2000: Alfred P. Sloan Fellowship
- 2008: Mark Weiser Award